# Campeonato de Flandes 2017
La 102.ª edición de la clásica ciclista Campeonato de Flandes (nombre oficial: Kampioenschap van Vlaanderen), se celebró en Bélgica el 15 de septiembre de 2017 sobre un recorrido de 192 km con inicio y final en la ciudad de Koolskamp en la provincia de Flandes Occidental.
La carrera formó parte del UCI Europe Tour 2017, dentro de la categoría 1.1.

## Equipos participantes
Tomaron parte en la carrera 20 equipos: 6 de categoría UCI ProTeam; 6 de categoría Profesional Continental; 8 de categoría Continental. Formando así un pelotón de 145 ciclistas de los que acabaron 108. Los equipos participantes fueron:
| WorldTeams (6)- AG2R La Mondiale - Quick-Step Floors - Lotto-Soudal - BMC Racing Team - Dimension Data - Lotto NL-Jumbo Equipos continentales profesionales (6)- Verandas Willems-Crelan - Sport Vlaanderen-Baloise - Wanty-Groupe Gobert - Roompot-Nederlandse Loterij - Fortuneo-Oscaro - WB-Veranclassic-Aqua Protect Equipos continentales (8)- Tarteletto-Isorex - Cibel-Cebon - Roubaix Lille Métropole - Leopard - Delta Cycling Rotterdam - Coop - Rad-net Rose - Pauwels Sauzen-Vastgoedservice |
| |

## Clasificación final
- Las clasificaciones finalizaron de la siguiente forma:[2]

| \| Clasificación general \| Clasificación general \| Clasificación general \| Clasificación general \| Clasificación general \| \| Ciclista \| Ciclista \| Equipo \| Tiempo \| \| \| --------------------- \| --------------------- \| ---------------------------- \| --------------------- \| --------------------- \| \| 1.º \| Fernando Gaviria \| Quick-Step Floors \| 4 h 20 min 33 s \| \| \| 2.º \| Dylan Groenewegen \| LottoNL-Jumbo \| + 0 s \| \| \| 3.º \| Jasper De Buyst \| Lotto-Soudal \| + 0 s \| \| \| 4.º \| August Jensen \| Team Coop \| + 0 s \| \| \| 5.º \| Aksel Nõmmela \| Leopard Pro Cycling \| + 0 s \| \| \| 6.º \| Roy Jans \| WB-Veranclassic-Aqua Protect \| + 0 s \| \| \| 7.º \| Rudy Barbier \| AG2R La Mondiale \| + 0 s \| \| \| 8.º \| Emiel Vermeulen \| Roubaix Lille Métropole \| + 0 s \| \| \| 9.º \| Timothy Dupont \| Verandas Willems-Crelan \| + 0 s \| \| \| 10.º \| Konrad Geßner \| Rad-net Rose \| + 0 s \| \| |                   |                              |                 |
| |                   |                              |                 |
| Fuente: ProCyclingStats |                   |                              |                 |
| Clasificación general |                   |                              |                 |
| Ciclista | Ciclista          | Equipo                       | Tiempo          |
| 1.º | Fernando Gaviria  | Quick-Step Floors            | 4 h 20 min 33 s |
| 2.º | Dylan Groenewegen | LottoNL-Jumbo                | + 0 s           |
| 3.º | Jasper De Buyst   | Lotto-Soudal                 | + 0 s           |
| 4.º | August Jensen     | Team Coop                    | + 0 s           |
| 5.º | Aksel Nõmmela     | Leopard Pro Cycling          | + 0 s           |
| 6.º | Roy Jans          | WB-Veranclassic-Aqua Protect | + 0 s           |
| 7.º | Rudy Barbier      | AG2R La Mondiale             | + 0 s           |
| 8.º | Emiel Vermeulen   | Roubaix Lille Métropole      | + 0 s           |
| 9.º | Timothy Dupont    | Verandas Willems-Crelan      | + 0 s           |
| 10.º | Konrad Geßner     | Rad-net Rose                 | + 0 s           |

## UCI World Ranking
El Campeonato de Flandes otorga puntos para el UCI Europe Tour 2017 y el UCI World Ranking, este último para corredores de los equipos en las categorías UCI ProTeam, Profesional Continental y Equipos Continentales. Las siguientes tablas son el baremo de puntuación y los corredores que obtuvieron puntos:
| Posición              | 1.ª | 2.ª | 3.ª | 4.ª | 5.ª | 6.ª | 7.ª | 8.ª | 9.ª | 10.ª |
| Clasificación general | 125 | 85  | 70  | 60  | 50  | 40  | 35  | 30  | 25  | 20   |

| 1.º  | Fernando Gaviria  | Quick-Step Floors            | 125 |
| 2.º  | Dylan Groenewegen | Team LottoNL-Jumbo           | 85  |
| 3.º  | Jasper De Buyst   | Lotto Soudal                 | 70  |
| 4.º  | August Jensen     | Team Coop                    | 60  |
| 5.º  | Aksel Nömmela     | Leopard Pro Cycling          | 50  |
| 6.º  | Roy Jans          | WB Veranclassic Aqua Protect | 40  |
| 7.º  | Rudy Barbier      | AG2R La Mondiale             | 35  |
| 8.º  | Emiel Vermeulen   | Roubaix Lille Métropole      | 30  |
| 9.º  | Timothy Dupont    | Vérandas Willems-Crelan      | 25  |
| 10.º | Konrad Geßner     | Rad-net Rose                 | 20  |